# Škoda 13T
Škoda 13T (торгова назва Elektra ) — тип зчленованого низькопідлогового трамвая, що випускався у 2007–2016 роках на заводі Škoda Transportation для трамвайної системи в Брно. 
Дизайн трамвая розроблений Porsche Design Group, дочірньою компанією Porsche.

## Дизайн
13Т — односпрямований, шестивісний, моторизований, п'ятисекційний, зчленований частково низькопідлоговий трамвайний вагон. Конструктивно він є похідним від трамваїв 14Т, виготовлених на замовлення Праги. 
Друга і четверта секції низькопідлогові і підвішені між сусідніми секціями. 
Під крайніми секціями і під середньою секціями були встановлені двовісні жорсткі візки.
З правого боку кузова є шість дверей. 
У низькопідлогових секціях встановлено двоє двостворкових дверей, а в першій і останній секціях – цільні. 
У порівнянні з трамваями 14Т перші двері ведуть не в кабіну водія, а в пасажирський салон.
Трамваї обладнані системою інформування пасажирів. 
Всередині два двосторонніх РК-дисплея виробництва BUSE, які призначені для показу реклами та інформації про маршрути. 
Всередині встановили два монітори системи моніторингу (чотири камери в трамваї та чотири зовні).
Починаючи з трамвая № 1920, внесено зміни в розтагуванні місць на непарних ділянках; причина полягала в тому, що прохід між сидіннями, встановленими по ходу руху, був занадто вузьким. 
Поздовжні сидіння були замінені на сидіння, встановлені поперек руху. 
Ліворуч є двомісні сидіння, праворуч одномісні 
.
Трамваї 2016 року випуску (підтип 13Т6) декількома деталями відрізняються від вагонів ранніх серій. 
Для переходів між низькоповерховою та високоповерховою секціями додано одну сходинку, змінено внутрішні накладки стиків та встановлено систему автоматичного зачинення дверей. 
Крім того, використовувалися рідкокристалічні монітори виробництва Bustec. 
Зовні додали світлодіодні денні ходові вогні та зовнішні панелі від BUSE 
.
15 листопада 2017 року в усіх трамваях (крім підтипу 13Т6) запустили систему автоматичного зачинення дверей. 
Старіші вагони були на заводі оснащені фотоелементами, але вони вимагали модифікацій, зокрема заміни керуючого програмного забезпечення 
.

## Поставки
| Держава             | Місто               | Тип                 | Роки постачання     | Кіл-сть | Номери рухомого складу | Коментарі |       |
| ------------------- | ------------------- | ------------------- | ------------------- | ------- | ---------------------- | --------- | ----- |
| Чехія               | Brno                | 13T0                | 2007                | 2       | 1901, 1902             | prototypy | [ 4 ] |
| Чехія               | Brno                | 13T1                | 2008                | 4       | 1903–1906              |           | [ 4 ] |
| Чехія               | Brno                | 13T2                | 2009                | 4       | 1907–1910              |           | [ 4 ] |
| Чехія               | Brno                | 13T3                | 2009                | 5       | 1911–1915              |           | [ 4 ] |
| Чехія               | Brno                | 13T4                | 2009                | 4       | 1916–1919              |           | [ 4 ] |
| Чехія               | Brno                | 13T5                | 2010–2011           | 10      | 1920–1929              |           | [ 4 ] |
| Чехія               | Brno                | 13T6                | 2016                | 20      | 1930–1949              |           | [ 4 ] |
| Загальна кількість: | Загальна кількість: | Загальна кількість: | Загальна кількість: | 49      |                        |           |       |